# Deterministisches Chaos
Deterministisches Chaos ist ein zufällig erscheinendes Verhalten eines dynamischen Systems, das jedoch deterministischen Regeln folgt. Dynamische Systeme mit deterministisch chaotischem Verhalten sind nur scheinbar stochastische Systeme. Das Verhalten wird nicht durch zufällige äußere Umstände, wie beispielsweise Rauschen, verursacht. Es folgt aus den Eigenschaften des Systems selbst.
Das Verhalten physikalischer Systeme, die deterministisches Chaos zeigen, lässt sich nicht langfristig vorhersagen. Ihr Verhalten ist nicht reproduzierbar. Diese Nicht-Reproduzierbarkeit trotz deterministischer Dynamik ist eine Folge davon, dass die Startbedingungen eines realen physikalischen Systems nicht exakt wiederholt werden können. Das heißt, für chaotische dynamische Systeme führen ähnliche Ursachen langfristig nicht zu ähnlichen Wirkungen. Dieser Umstand ist als Schmetterlingseffekt bekannt.
Bei der Analyse von nichtperiodischen Vorgängen kommen sowohl statistische Methoden als auch Methoden aus der Chaosforschung zur Anwendung. Um in einer zufällig erscheinenden Zeitreihe deterministisches Chaos nachzuweisen, werden Methoden wie die Spektralanalyse mittels Fouriertransformation, Verzögerungsdiagramme (Hénon-Abbildung; Enge Paare), Iterierte Funktionensysteme (IFS) und neuronale Netze eingesetzt.
Die nichtlineare, zeitdiskrete logistische Gleichung ist ein besonders einfaches System, das deterministisches Chaos zeigen kann.